# Џејк Вајт
Џејк Вајт (енгл. Jake White; 13. децембар 1963) је рагби тренер који је предводио спрингбоксе до титуле светског првака 2007. Родио се у Јоханезбургу, а већ као млад је запливао у тренерске воде. Са младом репрезентацијом Јужноафричке Републике освојио је светско првенству у рагбију за играче до 21 године. Почетком 2004., постао је нови селектор репрезентације Јужноафричке Републике. Медији су сматрали да је Вајт, недовољно искусан да би водио спрингбоксе, али време ће показати да нису били у праву. Вајт је изабрао Џона Смита за капитена спрингбокса. Јужноафричка Република је освојила куп три нације 2004., а Вајт је добио признање за најбољег рагби тренера године. Врхунац каријере била је 2007., када је у Француској освојена титула светског првака. Радио је још и у Брамбисима и Шарксима, екипама које се такмиче у најјачој лиги на свету. Под његовом тренерском палицом спрингбокси су остварили 36 победа у 54 утакмица. Најубедљивија победа остварена је у тест мечу 2005., над Уругвајом, резултат је био 134-3. Исте године по други пут је проглашен за најбољег рагби тренера на свету. 30. децембра 2014., изабран је за тренера француског прволигаша Монпељеа. Ожењен је, има два сина и члан је рагби куће славних.